# Federico Lunardi
Federico Lunardi (Livorno, 7 dicembre 1880 – Asunción, 11 novembre 1954) è stato un arcivescovo cattolico, etnologo, archeologo, storico, scrittore e collezionista italiano.
Nunzio apostolico della Santa Sede, insieme all'adempimento della sua missione, divennero per lui importanti lo studio della storia, della geografia, dell'archeologia, e soprattutto dell'etnologia dell'America Latina, tanto da fargli comporre col tempo molte opere scientifiche che lo accreditarono come scrupoloso ricercatore.
Nel corso della sua carriera diplomatica, soggiornò a Cuba, Cile, Colombia,  Brasile, Bolivia,  Honduras, ed infine in Paraguay, paesi dove spesso intraprese studi e ricerche che lo portarono a viaggiare in tutta l'America Latina, e lì rimase complessivamente trentotto anni, entrando in contatto con diverse culture.
Tre furono le aree archeologiche delle sue ricerche:                                                                              in Colombia, nell'area di San Agustín (Massiccio Colombiano);
in Bolivia, nell'area di Tiahuanaco;
in Honduras, nell'area di Copán.
Pioniere dell'Americanistica, nei quasi dieci anni di permanenza in Honduras raccolse materiali precolombiani che costituiranno in seguito parte delle sue collezioni, si dedicò in modo approfondito allo studio dei Maya arrivando ad affermare che le tracce più antiche di questa civiltà non erano da cercare nello Yucatán bensì in Honduras.
Durante i suoi viaggi prendeva nota di tutto quanto gli capitava di osservare sui suoi “libretti”, come lui chiamava gli appunti di viaggio, una vera miniera di notizie inedite.

## Biografia
Nacque a Livorno nel 1880 da Iginia Montaiuti e Cesare, modesto artigiano con saldi principi cristiani e dopo avere frequentato le scuole tecniche, a sedici anni entrò nel seminario di Livorno. Nel 1897 si trasferì per gli studi a Roma dove nel 1903 conseguì le lauree in filosofia, in teologia e in Utroque Iure. Dopo essere diventato parroco, segretario del vescovo di Livorno, professore al Seminario Diocesano, nel 1916 iniziò la sua carriera diplomatica come addetto alla Nunziatura apostolica dell'Avana, dove rimase sino al 1920. Dopo Cuba lo troviamo tre anni in Cile e poi in Colombia (1923-1931). In quel periodo visita ripetutamente San Agustín, zona di importanti ritrovamenti archeologici, svolgendo un lavoro di ricerca e studio che gli consentirà di scrivere alcune opere, in particolare: "El macizo colombiano", "La vida en las tumbas", "Costumbres mortuario del macizo colombiano", "Estatuas prehistoricas pintadas", "o Angasmayo" e "Fauna monumental preistorica del macizo colombiano". Tali studi sono stati editi dal 1934 al 1936 a Rio de Janeiro, Santiago del Cile e Lima. Lasciata la Colombia viene trasferito in Brasile (1931-1936) dove si dedica prevalentemente a studi etnologici. Ha conosciuto il popolo dei Bororo, studiati poi da Claude Lévi-Strauss, i Cayapó, i Carajá, anch'essi studiati da diversi antropologi. Il suo viaggio tra i Bororo avviene nel settembre 1936. In Brasile il Lunardi tocca l'apice della sua carriera ecclesiastica in quanto il 15 novembre 1936 viene nominato Nunzio Apostolico e Arcivescovo titolare di Side. Inviato in Bolivia (1936-1938) svolge ricerche sulla misteriosa città di Tiahuanaco e raccoglie numerosi reperti, materiale archeologico che ora fa parte delle Collezioni Lunardi.
Visitando le missioni sparse nelle località più remote dell'altopiano e della pianura boliviana viene in contatto con i Guarayo, i Chiquito, i Mojo,  annotando le loro usanze civili e religiose con scrupolosità e amore della verità nei suoi “libretti”. Incontra anche i Sirionó ai quali, oltre che gli appunti, dedica un opuscolo ricco di informazioni. All'inizio del 1939  dalla Bolivia viene trasferito in Honduras, dove rimane sino al 1948, quasi un decennio. Percorrerà il paese in lungo e in largo e di frequente lo troviamo a Copán, il grande centro culturale maya, dove partecipa a riunioni, congressi e raccoglie materiale archeologico. Le sue pubblicazioni sull'Honduras sono numerose e alcune di notevole importanza, come Honduras Maya, Etnología Y Arqueología de Honduras stampata nel 1948 a Tegucigalpa. Dall'Honduras nel 1948 viene richiamato a Roma presso la segreteria di Stato ma già l'anno successivo lo troviamo ad Asunción, in Paraguay (1949-1954). Sono di questo periodo numerose sue serie fotografiche dedicate ai popoli Macà, Cainguá e Chulupí ed altri studi e ricerche come quelle sui Guaraní. L'11 novembre 1954, all'età di 73 anni, muore ad Asunción, in terra americana, dove aveva trascorso più di metà della sua vita. La salma fu poi traslata dalla famiglia nella sua Livorno, nel cimitero della Misericordia.

### “Honduras Maya, Etnología Y Arquelogía de Honduras”
(Federico Lunardi)
“Honduras Maya, Etnología Y Arquelogía de Honduras” del 1948 è certamente la sua opera più importante. In questo voluminoso libro il Lunardi affronta il problema dell'etnologia dell'Honduras e dell'origine Maya della sua civiltà. L'opera, nella prima parte (Etnologia) analizza il problema delle popolazioni dell'Honduras e delle loro origini. Nella seconda parte (Los fundamentos de la arquelogía maya)  viene affrontato lo studio dei Maya come ce li hanno descritti le fonti (principalmente il vescovo Diego de Landa) in Yucatán e Honduras, studiando poi il patrimonio archeologico dei Maya in Honduras. Nella terza parte (Arquelogía de Honduras) studia sistematicamente il patrimonio culturale dei Maya che ancora oggi sopravvive nei riti e nella vita quotidiana degli abitanti del paese. Nella quarta ed ultima parte (Recapitolación) trae le conclusioni dei suoi studi: il centro di irradiazione della civiltà dei Maya è l'Honduras. Quest'opera rappresenta il primo vero studio dei problemi etnologici ed archeologici dell'Honduras documentando in modo efficiente ed abbondante le varie teorie esposte

### I “libretti”
Durante i suoi viaggi Lunardi aveva l'abitudine di prendere nota di tutto quanto gli capitava di osservare. A tale proposito il nipote Ernesto Lunardi, nel primo numero della rivista periodica “Terra Ameriga” ci dice che in questi appunti “ [. . .]  pagina per pagina troviamo le notizie sugli scavi, sull'osservazioni dei monumenti in sito, sulla popolazione nelle sue costumanze, e poi la ricostruzione di città scomparse, particolari di resti archeologici, i dettagli sull'ambiente naturale, i richiami alle opere di studiosi, i confronti con altre tradizioni ed altre espressioni artistiche”.
Si scorge anche una volontà di conoscenza, un interesse per l'umanità, un amore per la scienza che, attraverso la lettura comparata con le sue opere a stampa, ci aiutano a comprendere meglio l'uomo Lunardi.

## Opere
Numerose sono le opere lasciate da Federico Lunardi. Fra esse segnaliamo:
- La Madonna del perpetuo soccorso nell'arte bizantina, Tip.Unione Ed, Roma, 1916.
- A primeira missa na América, Edic del "Istituto Histórico e Geografico de Rio de Janeiro", Rio de Janeiro, 1928.
- El Macizo Colombiano, Inprensa National, Rio de Janeiro, 1934.
- La vida en las tumbas, Arquelogía de San Agustín y otras regiones de Columbia, Typ Do Jornal do Commercio Rodrigues & C, Rio de Janeiro, 1935.
- O Agasmayo, limite official del imperio incaico, Inprensa National, Rio de Janeiro, 1934.
- Fauna monumental preistorica del Macizo Colombiano, in Rev. Del Museo Nacional de Lima, Lima, 1936.
- I Sirióno, Palazzo Nonfinito, Firenze, 1938.
- Lempira, El Héroe de la Epopeya Nacional de Honduras, Talleres Tipográficos Nacionales, Tegucigalpa, 1943.
- La Fundación de la Ciudad de Gracias a Dios y de las primeras villas y ciudades de Honduras, Talleres Tipográficos Nacionales, Tegucigalpa, 1946.
- De la Paz a Belém do Parà, Tipografia Isa, De Vincente y Cìa, Buenos Aires, 1946.
- Honduras Maya, Etnología Y Arqueología de Honduras. (Estudios Mayas, Orientaciones), Secreteria privada de la Presidencia de la Republica, Tegucigalpa, 1948.
- Tattica di guerra frecce incendiarie e gas asfissianti degli antichi Tupì-Guaranì, Cenobio, Lugano, 1957.

## Genealogia episcopale e successione apostolica
La genealogia episcopale è:
- Cardinale Scipione Rebiba
- Cardinale Giulio Antonio Santori
- Cardinale Girolamo Bernerio, O.P.
- Arcivescovo Galeazzo Sanvitale
- Cardinale Ludovico Ludovisi
- Cardinale Luigi Caetani
- Cardinale Ulderico Carpegna
- Cardinale Paluzzo Paluzzi Altieri degli Albertoni
- Papa Benedetto XIII
- Papa Benedetto XIV
- Papa Clemente XIII
- Cardinale Marcantonio Colonna
- Cardinale Giacinto Sigismondo Gerdil, B.
- Cardinale Giulio Maria della Somaglia
- Cardinale Carlo Odescalchi, S.I.
- Vescovo Eugène-Charles-Joseph de Mazenod, O.M.I.
- Cardinale Joseph Hippolyte Guibert, O.M.I.
- Cardinale François-Marie-Benjamin Richard de la Vergne
- Cardinale Pietro Gasparri
- Cardinale Benedetto Aloisi Masella
- Arcivescovo Federico Lunardi

La successione apostolica è:
- Vescovo Ricardo Chávez Alcazar (1938)
- Arcivescovo José de la Cruz Turcios y Barahona, S.D.B. (1943)